# 一姓村
一姓村或稱單姓村指的是在農村人口姓氏統計，一村中有單一姓氏過半多數優勢的情形，村名有時就會有直接冠姓的特色，如林厝村、羅厝村。因村莊內多為有血緣關係之宗親，對村內公共事務有舉足輕重之力。